# Пјани (Авелино)
Пјани је насеље у Италији у округу Авелино, региону Кампанија.
Према процени из 2011. у насељу је живело 699 становника. Насеље се налази на надморској висини од 482 м.